# José Joaquín Prieto Vial
José Joaquín Prieto Vial (* 20. August 1786 in Concepción, Chile; † 22. November 1854 in Santiago de Chile) war ein Militär und Politiker der Konservativen Partei und von 1831 bis 1841 Präsident von Chile.

## Leben

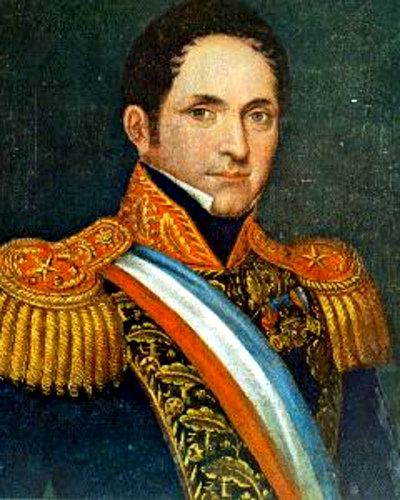
José Joaquín Prieto

Prieto wurde als einer von fünf Söhnen eines kreolischen Offiziers geboren. Sein Vater war der Kapitän des Regiments Dragones de la Frontera. Nach dem Abschluss der Schule trat er 1805 in die Kavallerie-Garnison seiner Heimatstadt ein. 1810 schloss er sich gegen den Willen seines Vaters dem Kampf für die Unabhängigkeit Chiles an; in Buenos Aires lernte er Manuela Warnes García de Zúñiga kennen und heiratete sie am 25. Juli 1812. Das Paar hatte zwei Kinder, darunter den späteren Abgeordneten Joaquín Prieto Warnes.
Im chilenischen Unabhängigkeitskrieg kämpfte er als Offizier im Range eines Hauptmanns bei den Aufständischen. Im Streit zwischen Bernardo O’Higgins und José Miguel Carrera schlug sich José Joaquín Prieto auf die Seite von O’Higgins, der ihn zum Quartiermeister des gesamten Südheeres machte.
Nach der Niederlage der Unabhängigkeitskämpfer in der Schlacht von Rancagua (an der er selbst nicht teilnahm) floh Prieto über die Anden nach Mendoza in Argentinien und baute dort die Befreiungsarmee der Anden auf. Nach dem Sieg gegen die spanische Kolonialmacht bei Chacabuco von 1817 (auch diese ohne seine Beteiligung) wurde er zum Militärkommandanten von Santiago berufen, wo er sich mit Verteidigungsstrategien und ballistischen Fragen beschäftigte. Anschließend wandte sich Prieto nach Peru, um den dortigen Befreiungskampf zu unterstützen.
Seine militärischen Leistungen – vor allem im Süden des Landes – trafen auf den Respekt konservativ-zentralistischer Kreise, die Prieto ab 1823 in eine politische Karriere drängten; ab 1823 war er ins Abgeordnetenhaus gewählt und wurde in den Staatsrat berufen. Prieto trat dort für eine starke und einflussreiche Zentralregierung ein und gegen das föderale Unabhängigkeitsstreben der Regionalisten. 1828 wurde er zum Vizepräsidenten des chilenischen Senats gewählt.
Seine militärische Laufbahn schritt unterdessen fort: 1827 wurde er zum General befördert und kommandierte ab 1828 das Heer des Südens. 1829 erreichte bei den Präsidentschaftswahlen weder der konservative Prieto noch sein liberal-föderalistischer Gegenspieler Joaquín Vicuña die absolute Mehrheit. Die liberale Kongressmehrheit berief Vicuña zum Präsidenten, die Konservativen, die darin einen Verfassungsbruch sahen, griffen zu den Waffen und begannen einen Bürgerkrieg.
An der Spitze des Südheeres marschierte Prieto auf Santiago und schlug am 14. Dezember 1829 bei der Schlacht von Ochagavía das liberale Heer von Santiago unter Francisco de la Lastra. Anschließend unterzeichneten die beiden Heerführer eigenmächtig einen Friedensvertrag, der die politische Situation weiter verkomplizierte. Erst im Frühjahr 1830 kam es unter Einschluss von Ramón Freire in Lircay zu einer endgültigen Einigung.
Nachdem Übergangspräsident José Tomás Ovalle gestorben war, wurde Prieto am 31. März 1831 zum provisorischen Nachfolger gewählt, konnte das Amt aber nicht übernehmen, so dass für sechs Monate Fernando Errázuriz Aldunate übergangsweise das Land regierte, bis Prieto am 18. September 1831 für eine Amtszeit von fünf Jahren übernahm.
Zunächst galt sein Hauptaugenmerk dem Wiederherstellen der öffentlichen Ordnung; dazu beauftragte er Manuel Bulnes Prieto damit, die Banditen zu fassen, die unter den Brüdern Pablo und José Antonio Pincheira die Gegend um Concepción unsicher gemacht hatten. Am 25. Mai 1833 wurde eine neue Verfassung verabschiedet, die (mit einigen Änderungen) bis 1925 Gültigkeit behalten sollte. Sie sah eine fünfjährige Amtszeit des Präsidenten vor, der einmal wiedergewählt werden durfte. Der Präsident erhielt umfassende Machtbefugnisse.
In den zehn Jahren seiner Präsidentschaft baute Prieto die Regierungsgewalt aus und schaffte die Grundlagen einer öffentlichen Verwaltung in Chile, erstmals gab es öffentliche Bildungseinrichtungen wie das Instituto Nacional und – seit 1837 – auch ein Ministerium für Justiz und öffentliche Bildung.
Außenpolitisch stand Prietos Amtszeit unter dem Schatten des Krieges mit Peru, der zwischen 1836 und 1839 stattfand. Das chilenische Expeditionsheer unter Manuel Blanco Encalada erlitt eine schwere Niederlage, die im Vertrag von Paucarpata gipfelte, woraufhin Manuel Bulnes die Kommandogewalt übernahm und die für Chile siegreiche Schlacht von Yungay schlug.
Der siegreiche Kriegsheld Bulnes wurde 1841 zu Prietos Nachfolger gewählt. Nach seinem Rücktritt blieb José Joaquín Prieto bis 1852 chilenischer Senator und übernahm bis 1846 auch den Oberbefehl über die Infanterie und Marine von Valparaíso. 1846 siedelte er nach Santiago de Chile um und starb dort am 22. November 1854 im Alter von 68 Jahren.